# Combinata nordica alla XXVII Universiade invernale
Le gare di combinata nordica della XXVII Universiade invernale si sono svolte dal 26 al 31 gennaio 2015 a Štrbské Pleso, in Slovacchia. In programma tre eventi.

## Podi
| Evento                |                                                  |         |                                                       |         |                                                 |         |
| Oro                   | Punteggio/Tempo                                  | Argento | Punteggio/Tempo                                       | Bronzo  | Punteggio/Tempo                                 |         |
| Individuale Gundersen | Adam Cieślar                                     | 26:18,3 | David Welde                                           | 26:18,3 | Szczepan Kupczak                                | 26:55,8 |
| Gara in linea         | Adam Cieślar                                     | 216,9   | David Welde                                           | 210,3   | Mateusz Wantulok                                | 208,4   |
| Staffetta Gundersen   | Germania Johannes Wasel Tobias Simon David Welde | 42:33,2 | Giappone Gō Yamamoto Auguri Shimizu Takehiro Watanabe | 42:43,3 | Russia Samir Mastiev Nijaz Nabeev Ėrnest Jachin | 43:01,0 |

## Medagliere
| Pos.   | Paese    | Oro | Argento | Bronzo | Totale |
| ------ | -------- | --- | ------- | ------ | ------ |
| 1      | Polonia  | 2   | 0       | 2      | 4      |
| 2      | Germania | 1   | 2       | 0      | 3      |
| 3      | Giappone | 0   | 1       | 0      | 1      |
| 4      | Russia   | 0   | 0       | 1      | 1      |
| Totale | Totale   | 3   | 3       | 3      | 9      |